# Roy Bean
Phantly Roy Bean (cirka 1825 – 6. marts 1903) var en amerikansk dommer og saloon-ejer i Det Vilde Vesten. Ifølge rygterne afholdt Roy Bean retsmøder i sin saloon ved Rio Grande i Texas.

## Fiktion

### Film
Roy Beans liv er blevet filmatiseret flere gange, blandt andet i filmen En mand kom til Texas (The Westerner) fra 1940. Walter Brennan modtog året efter en Oscar for bedste mandlige birolle for sin rolle som Roy Bean.
I 1972 blev filmen The Life and Times of Judge Roy Bean indspillet.

### Tegneserier
Roy Bean var med i Don Rosas tegneserie Fangen ved Sølvstrømmen (2006) hvor han fremstilles temmelig komisk. Her udgør han sammen med sherif Bat Masterson og sherif Wyatt Earp de tre levende legender.
Han er også omdrejningspunktet i Lucky Luke-albummet Dommeren.